# Сельское поселение Горетовское
Сельское поселение Горетовское — упразднённое 8 февраля 2018 года муниципальное образование в бывшем Можайском муниципальном районе Московской области.

## Общие сведения
Образовано в соответствии с Законом Московской области от 30.03.2005 года № 95/2005-ОЗ «О статусе и границах Можайского муниципального района и вновь образованных в его составе муниципальных образований» в ходе муниципальной реформы.
Административный центр — деревня Горетово.
Глава сельского поселения — Заболотная Елена Сергеевна. Председатель Совета депутатов сельского поселения — Бурмистрова Нина Арсентьевна. Адрес администрации: 143222, Московская область, Можайский район, деревня Горетово, улица Советская, дом 3.

## Население
| 2006  | 2007  | 2008  | 2009  | 2010  | 2011  |
| ----- | ----- | ----- | ----- | ----- | ----- |
| 1741  | ↗1755 | ↗1767 | ↗1778 | ↘1620 | ↗1625 |
| 2012  | 2013  | 2014  | 2015  | 2016  | 2017  |
| →1625 | ↘1624 | ↘1593 | ↘1552 | ↘1545 | ↘1501 |
| 2018  |       |       |       |       |       |
| ↗1504 |       |       |       |       |       |

## География
Площадь территории сельского поселения составляет 16 791 га (167,91 км²).
Расположено на севере Можайского района. Граничит с Клементьевским, Бородинским и Порецким сельскими поселениями, городским поселением Можайск, а также Осташёвским сельским поселением Волоколамского района и Ивановским сельским поселением Рузского района.

## Состав сельского поселения
В состав сельского поселения входят 16 населённых пунктов упразднённых административно-территориальных единиц — Глазовского и Кукаринского сельских округов Можайского района Московской области:
| Вид     | Наименование | Население, чел. | Бывшая административная единица |
| ------- | ------------ | --------------- | ------------------------------- |
| деревня | Авдотьино    | 10              | Глазовский сельский округ       |
| деревня | Аксаново     | 36              | Глазовский сельский округ       |
| деревня | Батынки      | 8               | Глазовский сельский округ       |
| деревня | Блазново     | 58              | Кукаринский сельский округ      |
| деревня | Бычково      | 6               | Глазовский сельский округ       |
| деревня | Глазово      | 4               | Глазовский сельский округ       |
| деревня | Горетово     | 1139            | Глазовский сельский округ       |
| деревня | Горки        | 8               | Глазовский сельский округ       |
| деревня | Демихово     | 1               | Глазовский сельский округ       |
| деревня | Дёрново      | 1               | Глазовский сельский округ       |
| деревня | Красновидово | 220             | Глазовский сельский округ       |
| деревня | Лубёнки      | 9               | Глазовский сельский округ       |
| деревня | Милятино     | 108             | Глазовский сельский округ       |
| деревня | Мышкино      | 121             | Глазовский сельский округ       |
| деревня | Потапово     | 0               | Глазовский сельский округ       |
| деревня | Хотилово     | 12              | Глазовский сельский округ       |

## История
Центр поселения — село Горетово — было сожжено во время смуты начала XVII века и пустошь заселена выходцами из звенигородских земель. В XVII веке Горетовом владели Мусины-Пушкины, а в 1742 году усадьба перешла к известному елизаветинскому вельможе — канцлеру А. П. Бестужеву-Рюмину. Сюда он был сослан в период опалы с 1758 по 1762 годы. Затем усадьбу наследовали его племянники — Михаил и Алексей Волконские. Сохранились флигель начала XIX века с колоннадой, церковь Троицы 1737 года, пруд и частично парк. В 1812 году в селе действовал партизанский отряд Кондратия Кондратьева, крестьянина Зарецкой слободы, который собрал несколько тысяч крестьян из окрестных деревень и встретил «неприятеля в 8-ми верстах от Бородинского сражения», как сообщает лубочная картинка того времени.

## Достопримечательности
- Старинная церковь Успения 1862—1867 гг. постройки с патриаршим подворьем в селе Мышкино. Недавно ореставрирована при участии архитектора Н. Б. Васнецова. Село Мышкино стоит при слиянии рек Москвы и Лусоси. В 1506 г. великим князем Василием Ивановичем село пожаловано Можайскому Лужецкому монастырю. Церковь была здесь исстари, уничтожена в Смутное время. В 1639 г. на старом месте построили новую церковь. В приходских книгах Патриаршего казённого приказа «жилых данных церквей» под 1639 г. запись: «По книгам Можайского Лужецкого монастыря архимандрита Савватия прибыла вновь церковь Успения Пресвятой Богородицы в Лужецком монастыре села Мышкино». В 1764 г. село было в ведении Коллегии экономии. Ныне существующая каменная церковь Успения Божией Матери с приделами Сергия Радонежского и мученицы Параскевы построена в 1865 г. После революции храм закрыт, разрушена колокольня. В соседнем селе Милятино в 1960-х гг. была взорвана каменная церковь Покрова Божией Матери, построенная в 1833 г. архитектором Д. Ф. Борисовым на средства коллежского асессора М. И. Сомова. На её месте ещё в 1980-х гг. лежали огромные глыбы кирпича.
- Усадьба Бестужевых-Рюминых в Горетово. Усадьба основана в первой половине XVIII в. государственным деятелем гр. П. И. Мусиным-Пушкиным, с 1740 г. находилась в Дворцовом ведомстве, с 1749 г. владел канцлер гр. А. П. Бестужев-Рюмин, с 1768 г. — его племянники, братья кн. А. Н. и М. Н. Волконские и наследники первого, в середине XIX в. — генеральша О. И. Бартоломеус, в 1890 г. — фабрикантша, попечительница Горетовского училища А. Ф. Бутикова, в 1911 г. — её дочь А. И. Зимина (в первом браке Дерожинская), последний владелец до 1917 г. — С. Л. Гурин. Сохранились двухэтажный флигель первой четверти XIX в. в стиле классицизм; построенная вместо прежней деревянной Троицкая церковь 1733—1737 гг., возобновлённая в 1773 г. кн. А. Н. Волконским (трапезная и приделы разобраны); пейзажный парк из смешанных пород деревьев с прудами. Главный дом и хозяйственные здания утрачены, часть территории усадьбы затоплена Можайским водохранилищем.
- Рыболовецкая база и яхт-клуб в селе Красновидово
- Усадьба Красновидово. В конце XIX века она принадлежала В. К. Фон-Мекк, владельцу многих железных дорог в России. Здесь в 1878 году он устроил Красный двор, соорудил церковь Александра Невского (разобранную в связи со строительством водохранилища). Затем в конце XIX века в усадьбе, а вскоре и уже в специально для этого построенном посёлке, находился Инвалидный Дом для железнодорожных служащих, имени императора Александра II. В посёлке сохранились ещё деревянные и каменные строения того времени, водонапорная башня. В послереволюционные годы в усадьбе находился детский дом испанских детей, а в 1941 году штаб Западного фронта, где работал Г. К. Жуков, о чем напоминает мемориальная доска. Ныне здесь — дом отдыха Московского государственного университета.

На территории сельского поселения находится несколько современных коттеджных и дачных поселков. Через территорию поселения проходит автомобильная дорога Руза-Поречье. Автобусы и маршрутные такси позволяют добраться из Можайска до Горетово, Мышкино, Милятино, до села Порецкое и др.
Берега Можайского водохранилища — популярное место отдыха и рыбалки среди жителей столицы и Московской области.